# NGC 1753
NGC 1753 est une galaxie spirale barrée située dans la constellation d'Orion. NGC 1753 a été découverte par l'astronome américain Lewis Swift en 1886.

## Caractéristiques
Sa vitesse par rapport au fond diffus cosmologique est de 3 879 ± 28 km/s, ce qui correspond à une distance de Hubble de 57,2 ± 4,0 Mpc (∼187 millions d'al).
La classe de luminosité de NGC 1753 est I et elle présente une large raie HI.
En raison d'une brillance de surface égale à 14,31 mag/am2, on peut qualifier NGC 1753 de galaxie à faible brillance de surface (LSB en anglais pour low surface brightness). Les galaxies LSB sont des galaxies diffuses (D) avec une brillance de surface inférieure de moins d'une magnitude à celle du ciel nocturne ambiant.